# Афанасий Ломонос
Афана́сий Ломоно́с (Афанасьев день) — день в народном календаре у славян, приходящийся на 18 (31) января. Название происходит от имени святого Афанасия Великого. В этот день на Руси «прогоняли ведьм». Белорусы называли день «гусиным праздником».

## Другие названия дня
рус. Афанасьевские морозы, Изгнание ведьм, Ломонос, Офонасьев день (сев.), Афанасий-пучеглаз, Афанасий-береги-нос, Афанасий зимний, Афанасий-мороз, Афанасий, Кирилл, Афанасий-Сердце (влад.), бел. Гусінае свята, Панас, Апанас, Кірыл, болг. Атанасовден, Атанас, Зимний Атанас, Чуминден, Лелиндеп; серб. Атанасиjу Велики, Чуминдан, Теткин дан; чеш. Prisky; пол. św. Pryska.
В этот день почитаются в том числе: православными славянами — Афанасий Великий, Кирилл Александрийский; славянами-католиками — Святая Приска; чьи имена присутствуют в названиях дня.

## Традиции восточных славян
Считалось, с этого дня ведьмы от «излишнего веселия» на своём шабаше теряют память. Поэтому именно в афанасьевские морозы старались пригласить деревенских знахарей те хозяева, к которым «повадится летать ведьма».

Приглашённый на изгнание ведьмы знахарь ночью приходит к зовущему, — знает о его приходе только большак-хозяин с хозяйкой, так как считается, что без соблюдения этого условия ничего не выйдет. В полночь знахарь приступает к выполнению обряда: начинает заговаривать трубы, так как «ведьмы влетают в жилье только этой дорогою». Под «князек» забивает он клинья, рассыпает по «загнетке» заранее собранную из семи печей золу и после этого отправляется к деревенской околице. Здесь он тоже сыплет золу, приговаривая невнятные слова никем не записанного заговора. Рассказывают, что ведьма, желая нанести кому-нибудь вред, влетает в трубу; но как только будет труба заговорена, то весь дом и двор уже свободны от её проказ. Знакомые с преданиями суеверной старины люди знают в точности и путь, избираемый ведьмами в их полётах на шабаш и с шабаша. Прежде всего летят они на полдень — к Лысой горе, а оттуда тянет их на закат. Западную изгородь сельскую и заговаривают знахари, призванные изгонять ведьм. Подлетит ведьма, только вылетевшая из заговоренной трубы, — сунется к изгороди, и тут ей свободного ходу нет: или бросится лихая за тридевять земель от села, или разобьёт себе голову, если только ступит голой ногою на рассыпанную золу семи-печную. Одаривают знахаря всяким добром за его мудрёную работу.
У белорусов Смоленской губернии день называли «гусиным праздником». С этого дня начинали кормить гусей зерном. Если в этот день была метель, которая, по мнению крестьян, олицетворяла летящий белый пух, то это расценивали как верную примету того, что в этот год выведется много гусят.
День Афанасия считался серединой зимы в отношении корма скотины, — серединой стойлового периода. И если запасов корма оставалось более половины — крестьянин мог не волноваться и спокойно дожидаться весеннего выпаса. Если же оставалось меньше — хозяин старался кормить более бережно. Белорусы святого Афанасия называли «защитником скота от морозов».

## Поговорки и приметы
- Афанасий нос и ухо дерёт[16].
- Афанасий Ломонос — береги нос[17].
- Афанасий и Кирилло забирают за рыло[18].
- В Офонасьев день — самый крень, самы морозы живут (север.)[19].
- Если на Афанасия вьюга и метель — весна затянется[20].